# カール・スコッツベリ

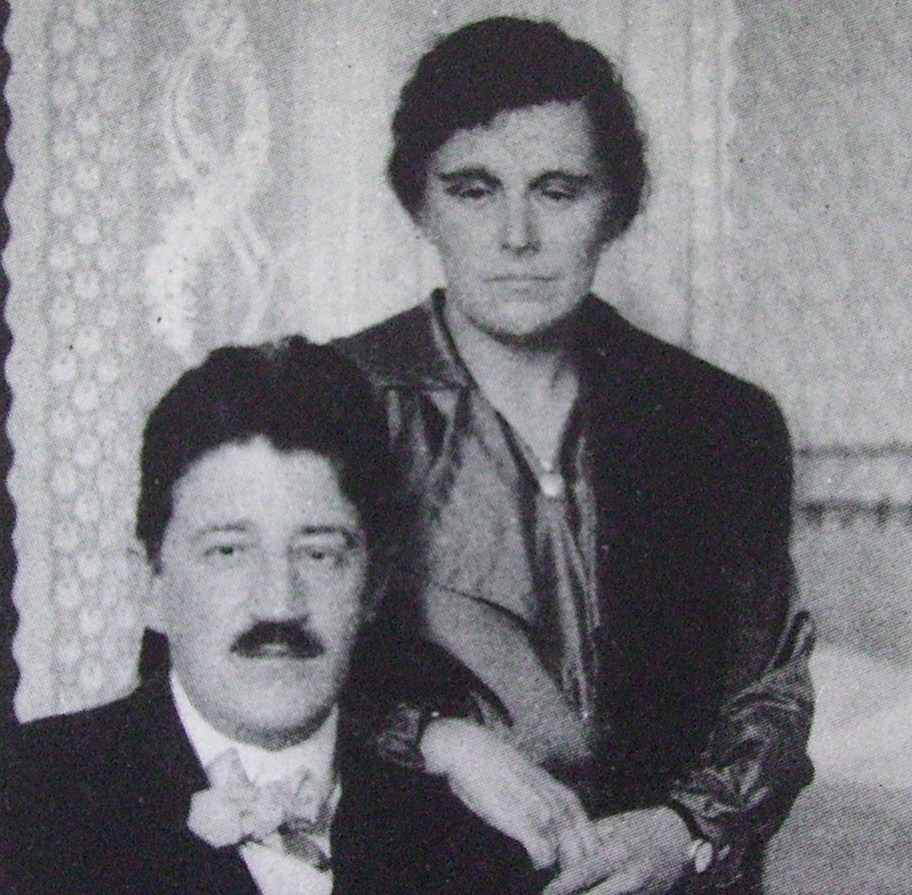
カール・スコッツベリと妻

カール・スコッツベリ（Carl Johan Fredrik Skottsberg、1880年12月1日 – 1963年6月14日）は、スウェーデンの植物学者、南極探検家である。

## 略歴
カールスハムンに生まれた。1898年からウプサラ大学で学び、1907年に博士号と教授資格（docentship）を得た。1901年から1903年に行われた、スウェーデンのAntarctic号による南極探検に参加し、1907年から1909年に行われた、スウェーデンによるパタゴニア探検を率いた。この探検で1908年にファン・フェルナンデス諸島でビャクダン科の絶滅した種、Santalum fernandezianumの自生を最後に観察した。
1909年から1914年の間、ウプサラ大学植物園のコンサベーターを務め、1915年からヨーテボリに新植物園建設のために働き、1915年からヨーテボリ植物園（Göteborgs botaniska trädgård）の教授、園長を務めた。
スウェーデン王立科学アカデミーの会員を務め、1950年にイギリス、王立協会のフェローに選ばれた。同年、第7回国際植物会議の会長を務めた。1958年に、ロンドン・リンネ協会からダーウィン＝ウォレス・メダル、1959年にリンネ・メダルを受賞した。

## 著作
- O. Nordenskjöld, J. G. Anderson, C. A. Larsen und C. Skottsberg: „Antarctic“: zwei Jahre in Schnee und Eis am Südpol. Berlin 1904
- Vegetationsbilder aus Feuerland, von den Falkland-Inseln und von Südgeorgien. Jena: Fischer, 1907
- Studien über das Pflanzenleben der Falklandinseln. Stockholm u.a. : Lithogr. Inst. des Generalstabs, 1909 (Wissenschaftliche Ergebnisse der schwedischen Südpolar-Expedition ; 4,10)
- Botanische Ergebnisse der schwedischen Expedition nach Patagonien und dem Feuerlande 1907–1909. Uppsala; Stockholm: Almqvist & Wiksells, 1910
- Vegetationsbilder von den Juan-Fernandez-Inseln. Jena: Fischer, 1911
- Morphologische und embryologische Studien über die Myzodendraceen. Uppsala [u.a.]: Almqvist & Wiksell, 1913
- Myzodendraceae. Leipzig [u.a.]: Engelmann, 1914
- The Natural History of Juan Fernandez and Easter Island. 1921
- Communities of marine algae in subantarctic and antarctic waters. Stockholm: Almqvist & Wiksell, 1941
- Plant succession on recent lava flows in the island of Hawaii. Göteborg 1941